# Banda (Uttar Pradesh)
Banda è una suddivisione dell'India, classificata come municipal board, di 134.822 abitanti, capoluogo del distretto di Banda, nello stato federato dell'Uttar Pradesh. In base al numero di abitanti la città rientra nella classe I (da 100.000 persone in su).

## Geografia fisica
La città è situata a 25° 28' 60 N e 80° 19' 60 E e ha un'altitudine di 122 m s.l.m..

## Società

### Evoluzione demografica
Al censimento del 2001 la popolazione di Banda assommava a 134.822 persone, delle quali 72.663 maschi e 62.159 femmine. I bambini di età inferiore o uguale ai sei anni assommavano a 19.824, dei quali 10.466 maschi e 9.358 femmine. Infine, coloro che erano in grado di saper almeno leggere e scrivere erano 89.118, dei quali 53.211 maschi e 35.907 femmine.